# Hydrocotyloideae
Sous-famille
Synonymes
- Hydrocotyleae Spreng.[1]
- Hydrocotylaceae (Drude) Hyl., 1945[1]

Les Hydrocotyloideae sont une sous-famille de plantes à fleurs de la famille des Apiaceae selon Catalogue of Life (17 mai 2021) ou des Araliaceae selon The Taxonomicon (17 mai 2021) et l'INPN (17 mai 2021). Elle comprend deux genres et 252 espèces selon Catalogue of Life (17 mai 2021). Hydrocotyle est le genre type.

## Liste des genres
Selon Catalogue of Life (17 mai 2021) et l'INPN (17 mai 2021) :
- Hydrocotyle L., 1753
- Trachymene Rudge, 1811

Selon The Taxonomicon (17 mai 2021) :
- Hydrocotyle L., 1753
- Neosciadium Domin, 1908
- Trachymene Rudge, 1811